# Lâm Đình Thắng
Lâm Đình Thắng (sinh ngày 30 tháng 8 năm 1981) là một chính trị gia người Việt Nam. Ông hiện là Thành ủy viên, Giám đốc Sở Khoa học và Công nghệ.
Ông đã trúng cử đại biểu Quốc hội Việt Nam khóa XIV nhiệm kì 2016-2021, thuộc đoàn đại biểu Quốc hội Thành phố Hồ Chí Minh, được 233.880 phiếu, đạt tỷ lệ 59,91% số phiếu hợp lệ.

## Xuất thân
Lâm Đình Thắng sinh ngày 30 tháng 8 năm 1981 quê quán ở xã Vĩnh Lợi, huyện Vĩnh Lợi, tỉnh Bạc Liêu.
Ông hiện cư trú ở khu dân cư Trung Sơn, xã Bình Hưng, huyện Bình Chánh, Thành phố Hồ Chí Minh.

## Giáo dục
- Giáo dục phổ thông: 12/12[2]
- Cao cấp lí luận chính trị[2]
- Cử nhân Công nghệ thông tin[2]
- Cử nhân Xây dựng Đảng và Chính quyền nhà nước[2]
- Thạc sĩ quản trị nguồn nhân lực[2]
- Nghiên cứu sinh Kinh tế[2]

## Sự nghiệp
Ông gia nhập Đảng Cộng sản Việt Nam vào ngày 03/02/2002.
Ngày 11 tháng 1 năm 2015, ông được Đại hội lần thứ 5 Hội sinh viên Việt Nam Thành phố Hồ Chí Minh bầu làm Chủ tịch Hội sinh viên Thành phố Hồ Chí Minh nhiệm kì 2015-2020.
Ngày 22 tháng 5 năm 2016, ông đã trúng cử đại biểu quốc hội năm 2016 ở đơn vị bầu cử số 1, Thành phố Hồ Chí Minh (gồm quận 1, quận 3 và quận 4), được 233.880 phiếu, đạt tỷ lệ 59,91% số phiếu hợp lệ cùng với ông Trần Đại Quang và ông Ngô Tuấn Nghĩa.
Ông từng là Ủy viên Ban chấp hành Trung ương Đoàn, Ủy viên Ủy ban Kiểm tra Trung ương Đoàn, Thường vụ Đảng ủy cơ quan Thành đoàn, Phó Chủ tịch Trung ương Hội Sinh viên Việt Nam, Phó Bí thư Thường trực Thành đoàn, Chủ tịch Hội Sinh viên Việt Nam thành phố, Ủy viên Ban chấp hành Công đoàn Viên chức Thành phố Hồ Chí Minh.
Ngày 12 tháng 7 năm 2017, ông nhận được quyết định của lãnh đạo Thành ủy Thành phố Hồ Chí Minh chỉ định ông tham gia Ban chấp hành, Ban thường vụ và giữ nhiệm vụ Phó Bí thư Quận ủy Bình Thạnh nhiệm kỳ 2015-2020 từ ngày 16 tháng 7 năm 2017.
Ngày 27 tháng 4 năm 2020, Ban Tổ chức Thành ủy TP HCM đã công bố quyết định của Ban Thường vụ Thành ủy TP HCM về điều động, chỉ định ông tham gia Ban Chấp hành, Ban Thường vụ, giữ chức Bí thư Quận ủy Quận 9 nhiệm kỳ 2015 - 2020.
Ngày 17 tháng 10 năm 2020, tại Đại hội Đại biểu Đảng bộ Thành phố Hồ Chí Minh lần thứ XI, ông lần đầu trúng cử ủy viên Ban Chấp Đảng bộ Thành phố khóa XI.
Ngày 2 tháng 4 năm 2021, Chủ tịch UBND TPHCM đã trao quyết định tiếp nhận và bổ nhiệm ông giữ chức Giám đốc Sở Thông tin – Truyền thông TPHCM. Thời hạn giữ chức vụ là 5 năm.
Ngày 20 tháng 2 năm 2025, UBND TPHCM trao quyết định cho một số cán bộ chủ chốt khi hình thành bộ máy của thành phố sau sáp nhập, tinh gọn. Ông được bổ nhiệm giữ chức Giám đốc Sở Khoa học và Công nghệ (trên cơ sở sáp nhập Sở Khoa học và Công nghệ với Sở Thông tin - Truyền thông).